# خوس
خوس (Goes) یک شهرستان و یک شهر در استان زیلاند در کشور هلند است. این شهر حدود ۲۷۰۰۰ نفر جمعیت دارد. خوس در جنگ جهانی دوم تا سال ۱۹۴۴ در اشغال آلمان بود. این شهر دارای خط راه‌آهن است و یک ایستگاه دارد.